# Ion Cârciumaru
Ion Cârciumaru (n. 15 aprilie 1931, Moțăieni, Dâmbovița - 2021)  a fost un senator român în legislatura 1992-1996, ales în județul Constanța pe listele partidului PRM. Ion Cârciumaru a fost ales ca senator și în legislaturile 1996-2000 și 2000-2004 în cadrul Partidului România Mare. În legislatura 2000-2004, Ion Cârciumaru a fost membru în grupurile parlamentare de prietenie cu Republica Franceză-Senat și Canada.     
În legislatura 1992-1996, Ion Cârciumaru a fost membru în comisia pentru drepturile omului, culte și minorități. În toate legislaturile în care a fost ales, Ion Cârciumaru a fost membru în comisia pentru sănătate publică. În legislatura 2000-2004, Ion Cârciumaru a fost membru în comisia pentru apărare, ordine publică, combaterea corupției și petiții precum și în comisia pentru apărare, ordine publică și siguranță națională. În legislatura 2000-2004, Ion Cârciumaru a inițiat 7 propuneri legislative, din care 3 au fost promulgate legi. Ion Cârciumaru a fost medic.

## Legături externe
- Ion Cârciumaru Arhivat în 22 august 2016, la Wayback Machine. la cdep.ro